# 旺德兰库尔
旺德兰库尔（法語：Vendlincourt，法語發音：[vɑ̃dlɛ̃kuʁ]）是瑞士汝拉州的一个市镇。该市镇总面积为9.18平方千米，截至2018年12月31日总人口为540人。